# Kamenný Újezd (ort i Tjeckien, Plzeň)
Kamenný Újezd är en ort i Tjeckien.   Den ligger i regionen Plzeň, i den västra delen av landet, 70 km sydväst om huvudstaden Prag. Kamenný Újezd ligger 379 meter över havet och antalet invånare är 649.
Terrängen runt Kamenný Újezd är kuperad österut, men västerut är den platt. Kamenný Újezd ligger nere i en dal. Runt Kamenný Újezd är det ganska glesbefolkat, med 42 invånare per kvadratkilometer. Närmaste större samhälle är Plzeň, 17,5 km väster om Kamenný Újezd. Omgivningarna runt Kamenný Újezd är en mosaik av jordbruksmark och naturlig växtlighet.